# Ем (типографија)
ем је јединица за мерење количине штампаних слова у реду или на страни. point је јединица мере за величину слова и размака (у Уједињеном Краљевству и САД износи 0.351 mm, у Европи износи 0.376 mm). 
Једно 'ем' је квадрат -а или фонта који се користи. (Фамилија фонтова и фонт су данас изједначени као термини, а разлика је у томе што је прво мало шири појам и може у себи садржати више различитих типова фонта. Тако Ariel фонт може бити bold или italic; Ariel bold и Ariel italic су фонтови који заједно чине фамилију фонтова). Нпр. 'ем' од 14 point-а има квадрат од 14 point-а, 'ем' од 24 point-а има квадрат од 24 point-а. 'Ем' је јединица мере у области типографије, једнако је величини point-а тренутног фонта. Ова јединица није дефинисана ни по једној одређеној фамилији фонтова и стога је иста за све врсте фонтова по датој величини point-а. Дакле, једно 'ем' у фамилији фонтова 16 је 16 point-а. Ова дужина се такође зове firet.

## Историја
У механичком штампању, величина point-а (а самим тим и 'ем'-а) се мери као висина металног тела на коме је уклесано слово. У механичком штампању (могуће је прелажење са стране), физички величина “ем” не може бити већа од 'ем'. У дигиталној штампи, 'ем' је мрежа произвољне резолуције која се користи као простор за дизајн дигиталних фонтова. Систем израде облика, било да је за приказ на екрану или штампање, ради тако што пропорционално прилагођава 'ем' одабраној величини point-а. У дигиталној штампи, однос између висине одређених слова и 'ем'-а је постављен произвољно од стране дизајнера одређене фамилије фонтова. Ипак, као груби оквир, 'просечан' фонт може имати висину великог слова величине 70% од 'ем', а мало слово висину од 48% од 'ем'. 

### Нетачне и алтернативне дефиниције
За једно ем се понекад каже да је једнако ширини великог 'М' у одређеној фамилији фонтова, пошто је 'М' често изливано читавом ширином четвртастих “блокова”, или „ем-четвороугла“, који су се употребљавали у штампарским машинама. Ипак, у модерним фамилијама фонтова слово М је обично мало мање од пуне ширине ем-а. Штавише, пошто се термин проширио и укључује више различитих језика и комплета знакова, његово значење се променило; ово је омогућило укључивање оних фонтова, typeface-ова и комплета знакова који у себи немају велико 'М', као нпр. кинеско или арапско писмо.
Ово је традиционална дефиниција која се налази у Adobe речнику и џепном Оксфордском речнику у трећем ревидираном издању из 1996. године.

## Повезани термини
"ем-четвороугао“ је метални размак који се користи у штампарским пресама. Назива се овим именом зато што је чини један квадрад ем-а са сваке стране. У овим старомодним штампарским пресама је ово омогућило убацивање ем размака (празног простора између осталих типографских знакова. Често се назива и mutton-quard.)
Ширина “ем” размака је дефинисана као једно “ем”, а такође и “ем” повлака (—) (чешће се користи у америчким текстовима). Насупрот томе, ужа јединица “ен” (чешћа у европским текстовима) је пола “ем”. На интернету је употреба “ем” мера постала чешћа варијанта; са развојем каскадних стилова (или CSS-а), Конзорцијум светске глобалне мреже (W3C) даје препоруке у оквиру HTML-а и онлајн хипертекста што захтева да странице на интернету буду базиране на прилагодљивом дизајну, уз коришћење релативних мерних јединица (као што је “ем”), пре него фиксираних јединица мере као што су пиксел или point.